# Thomas Scholl
Thomas Scholl (25 de mayo de 1956) es un deportista alemán que compitió para la RFA en remo. Ganó dos medallas en el Campeonato Mundial de Remo, bronce en 1977 y plata en 1978.

## Palmarés internacional
| Campeonato Mundial | Campeonato Mundial        | Campeonato Mundial | Campeonato Mundial |
| Año                | Lugar                     | Medalla            | Prueba             |
| ------------------ | ------------------------- | ------------------ | ------------------ |
| 1977               | Ámsterdam (Países Bajos)  | Medalla de bronce  | Ocho con timonel   |
| 1978               | Cambridge (Nueva Zelanda) | Medalla de plata   | Ocho con timonel   |